# 丁其昌

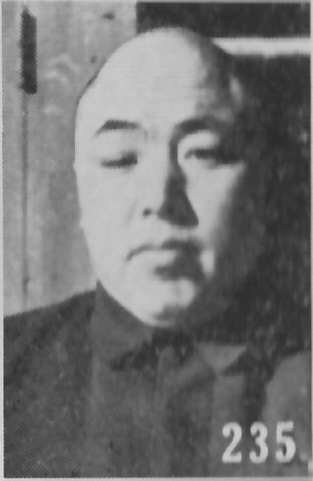

丁其昌（1901年—1946年），热河赤峰人（今内蒙古自治区赤峰市）人。中华民国军事将领，蒙疆联合自治政府官员，蒙古军少将。

## 生平

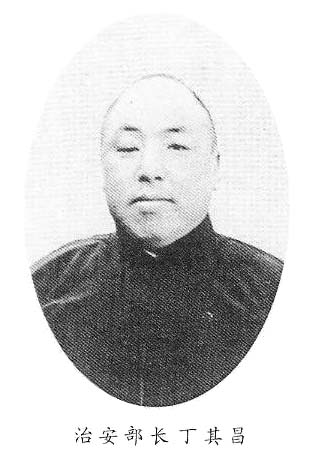

丁其昌原为东北军骑兵第17旅军官。1933年2月，东北军骑兵第17旅旅长崔兴武弃职逃跑，丁其昌和尹宝山、刘继广、陈宝泉等人推举李守信接任旅长，并随即跟随李守信在林西投降日军。李守信被日军任命为热河游击师司令，丁其昌任直属炮兵大队大队长，1933年9月，李守信所部改编为察东警备军，丁其昌仍任直属炮兵大队大队长。 1936年5月12日蒙古军政府成立后，李守信所部改为蒙古军，丁其昌仍任直属炮兵大队大队长。1937年，蒙古军第一师师长刘继广调任包头市市长，丁其昌接任第一师师长。1939年9月1日蒙疆联合自治政府成立，丁其昌任治安部部长。1941年4月，蒙疆联合自治政府改组，治安部同民政部合并为内务部，丁其昌任内务部部长。1945年8月日本投降后，丁其昌于1946年旧历正月初一自杀身亡。